# جيرالد سيبون
جيرالد سيبون بالإنجليزية (Gerald Sibon) لاعب كرة قدم هولندي معتزل من مواليد 19 أبريل 1974 لعب لعدة أندية هولندية وأوربية منها نادي آيندهوفن وهيرينفين شارك مع منتخب هولندا في الألعاب الأولمبية الصيفية 2008 في بكين يتميز بطول قامة فارع يصل إلى 198 سم وإجادة الكرات العالية والكرات الثابتة.

## الإنجازات مع الأندية
حقق مع هيرينفين كأس هولندا موسم 2008-2009.